# Драфт ВНБА 1999 года
Драфт ВНБА 1999 года прошёл 4 мая, во вторник, в студии развлечений НБА (англ. NBA Entertainment Studios) в городке Секокус, штат Нью-Джерси. К участию в драфте были допущены игроки после окончания колледжа и игроки-иностранцы. Так как лотерея драфта стала проводиться только с 2002 года, право выбора под первым номером получила последняя команда прошедшего сезона «Вашингтон Мистикс», который она использовала на 21-летнюю Чамик Холдскло, форварда из университета Теннесси.
В сезоне 1999 года приняло участие двенадцать клубов, на два больше, чем в прошлом, потому что в межсезонье ВНБА пополнило сразу две команды: «Миннесота Линкс» и «Орландо Миракл». В результате увеличения количества команд в ассоциации состоялся так называемый драфт расширения, который прошёл 6 апреля 1999 года. Кроме того два игрока, Кристин Фолкл и Никеша Сейлс, были распределены сразу же после окончания предыдущего сезона, 15 сентября 1998 года, и ещё два, Кэти Смит и Шэннон Джонсон, — накануне основного драфта, 3 мая.
Всего на этом драфте было выбрано 50 баскетболисток, из них 42 из США, по 2 из Австралии (Триша Фэллон и Дженни Уиттл) и Венгрии (Андреа Надь и Дальма Иванайи) и по одной из России (Наталья Засульская), Мозамбика (Кларисс Мачангуана), Португалии (Мери Андраде) и Сенегала (Асту Н’Диай). Форвард Мери Андраде родилась в приходе Носса-Сеньора-да-Граса (округ Прая, остров Сантьягу, Кабо-Верде), откуда в детстве вместе с родителями иммигрировала в США, где приняла двойное гражданство и окончила Университет Старого Доминиона.

## Легенда к драфту
|  | Выделены игроки, выбранные в Баскетбольный зал славы                      |
|  | Выделены участники Матча всех звёзд ВНБА и игроки сборной всех звёзд ВНБА |
|  | Выделены участники Матча всех звёзд ВНБА                                  |
|  | Выделены игроки сборной всех звёзд ВНБА                                   |
|  | Выделены игроки, не игравшие в ВНБА                                       |

## Драфт расширения

### Распределение игроков после окончания сезона 1998 года

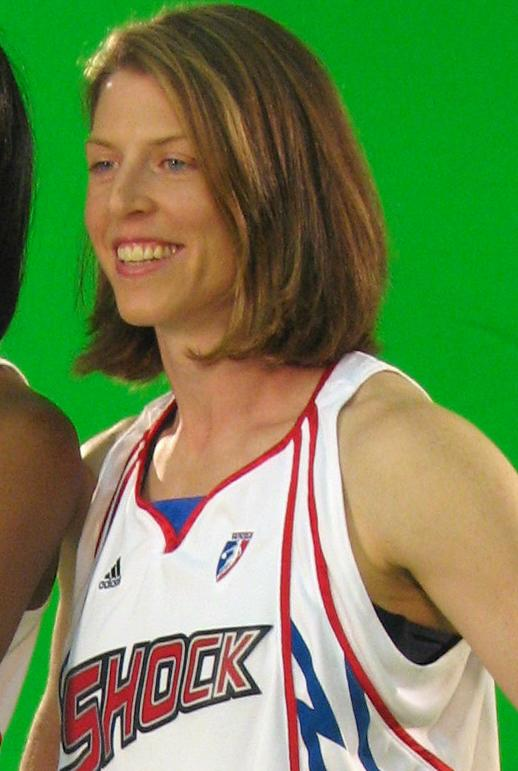
Кэти Смит была выбрана первой после драфта расширения

| Выбор | Игрок         | Позиция            | Гражданство | Новая команда   | Бывшая команда | Университет              |
| ----- | ------------- | ------------------ | ----------- | --------------- | -------------- | ------------------------ |
| 1     | Кристин Фолкл | Форвард            | США         | Миннесота Линкс | —              | Стэнфордский университет |
| 2     | Никеша Сейлс  | Защитник / Форвард | США         | Орландо Миракл  | —              | Университет Коннектикута |

### Драфт расширения
| Выбор | Игрок           | Позиция  | Гражданство    | Новая команда   | Бывшая команда      | Университет                       |
| ----- | --------------- | -------- | -------------- | --------------- | ------------------- | --------------------------------- |
| 1     | Брэнди Рид      | Форвард  | США            | Миннесота Линкс | Финикс Меркури      | Университет Южного Миссисипи      |
| 2     | Андреа Конгривз | Форвард  | Великобритания | Орландо Миракл  | Шарлотт Стинг       | Университет Мерсера               |
| 3     | Ким Уильямс     | Защитник | США            | Миннесота Линкс | Юта Старз           | Университет Де Поля               |
| 4     | Киша Форд       | Защитник | США            | Орландо Миракл  | Нью-Йорк Либерти    | Технологический институт Джорджии |
| 5     | Октавия Блю     | Форвард  | США            | Миннесота Линкс | Лос-Анджелес Спаркс | Университет Майами                |
| 6     | Иоланда Мур     | Защитник | США            | Орландо Миракл  | Хьюстон Кометс      | Университет Миссисипи             |
| 7     | Адиа Барнс      | Форвард  | США            | Миннесота Линкс | Сакраменто Монархс  | Аризонский университет            |
| 8     | Эдриэнн Джонсон | Защитник | США            | Орландо Миракл  | Кливленд Рокерс     | Университет штата Огайо           |

### Распределение игроков накануне основного драфта
| Выбор | Игрок          | Позиция            | Гражданство | Новая команда   | Бывшая команда       | Университет                |
| ----- | -------------- | ------------------ | ----------- | --------------- | -------------------- | -------------------------- |
| 1     | Кэти Смит      | Защитник / Форвард | США         | Миннесота Линкс | Коламбус Квест (АБЛ) | Университет штата Огайо    |
| 2     | Шеннон Джонсон | Защитник / Форвард | США         | Орландо Миракл  | Коламбус Квест (АБЛ) | Университет Южной Каролины |

## Основной драфт

### Первый раунд

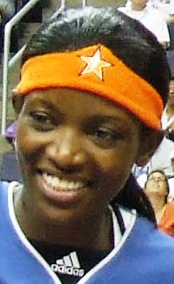
Делиша Милтон-Джонс, 4-й номер драфта

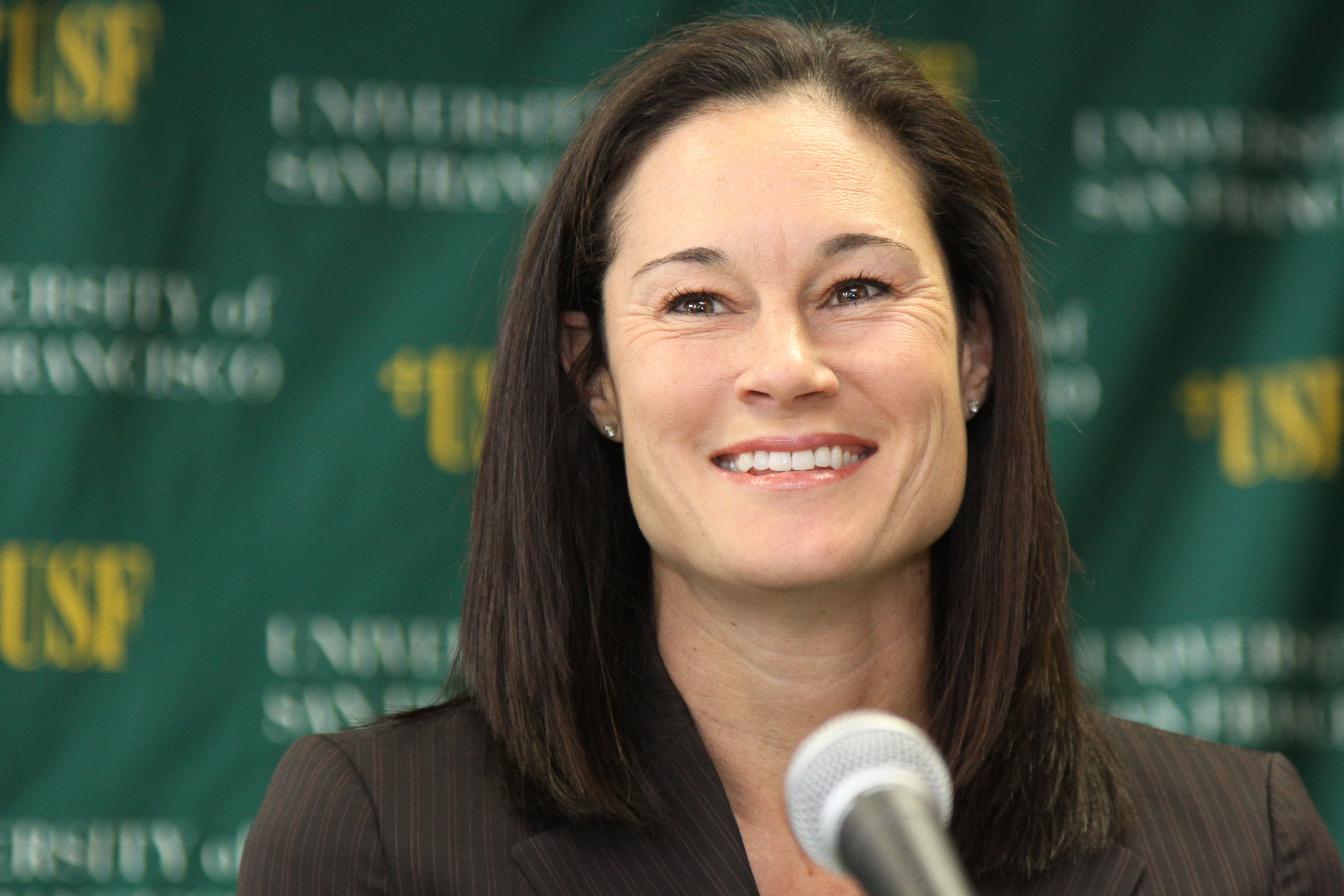
Дженнифер Эйзи, 5-й номер драфта

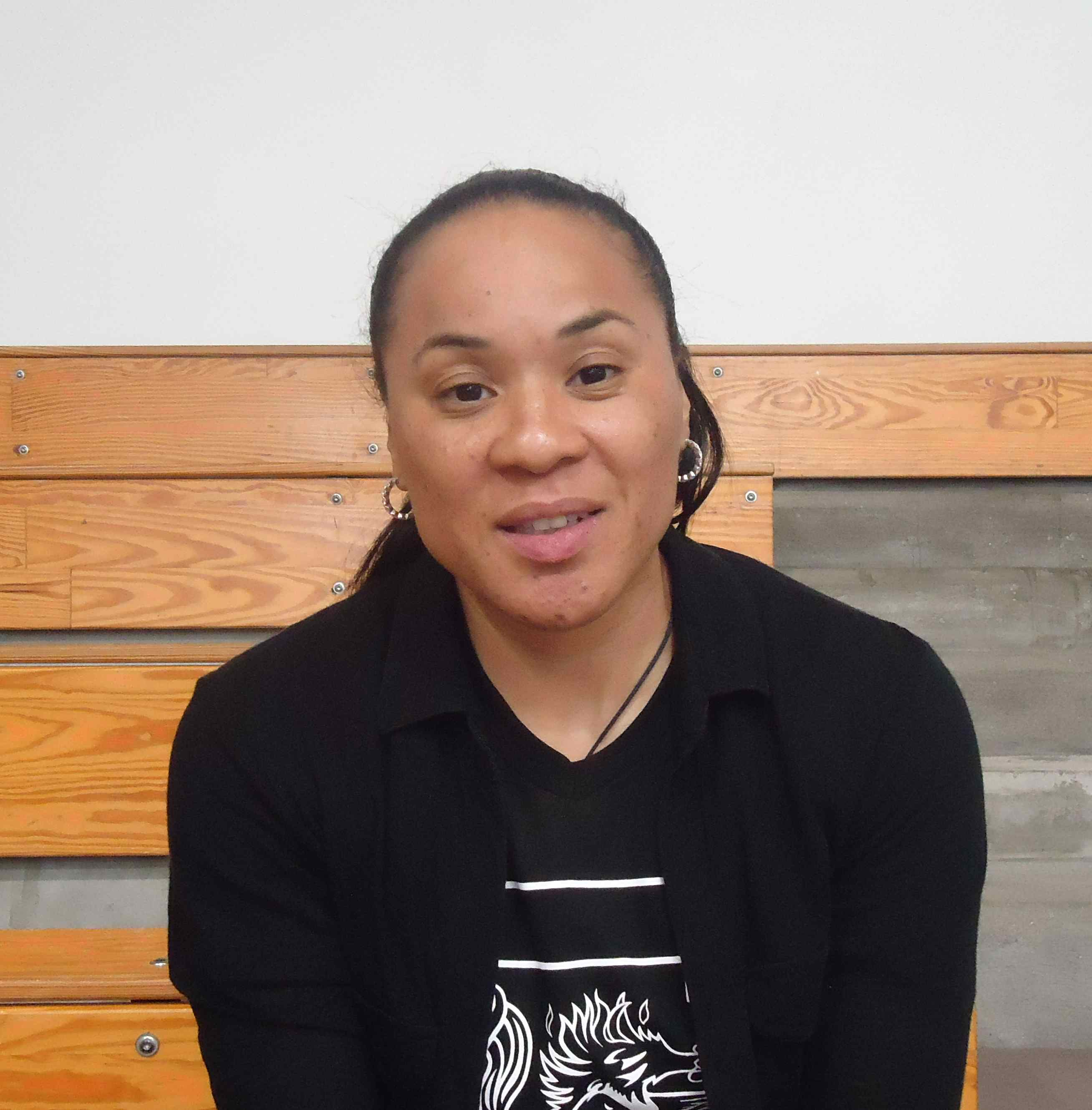
Дон Стэйли, 9-й номер драфта

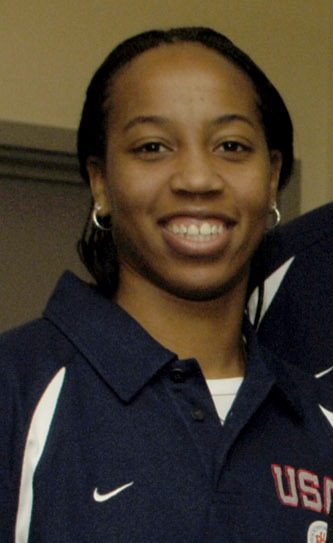
Часити Мелвин, 11-й номер драфта

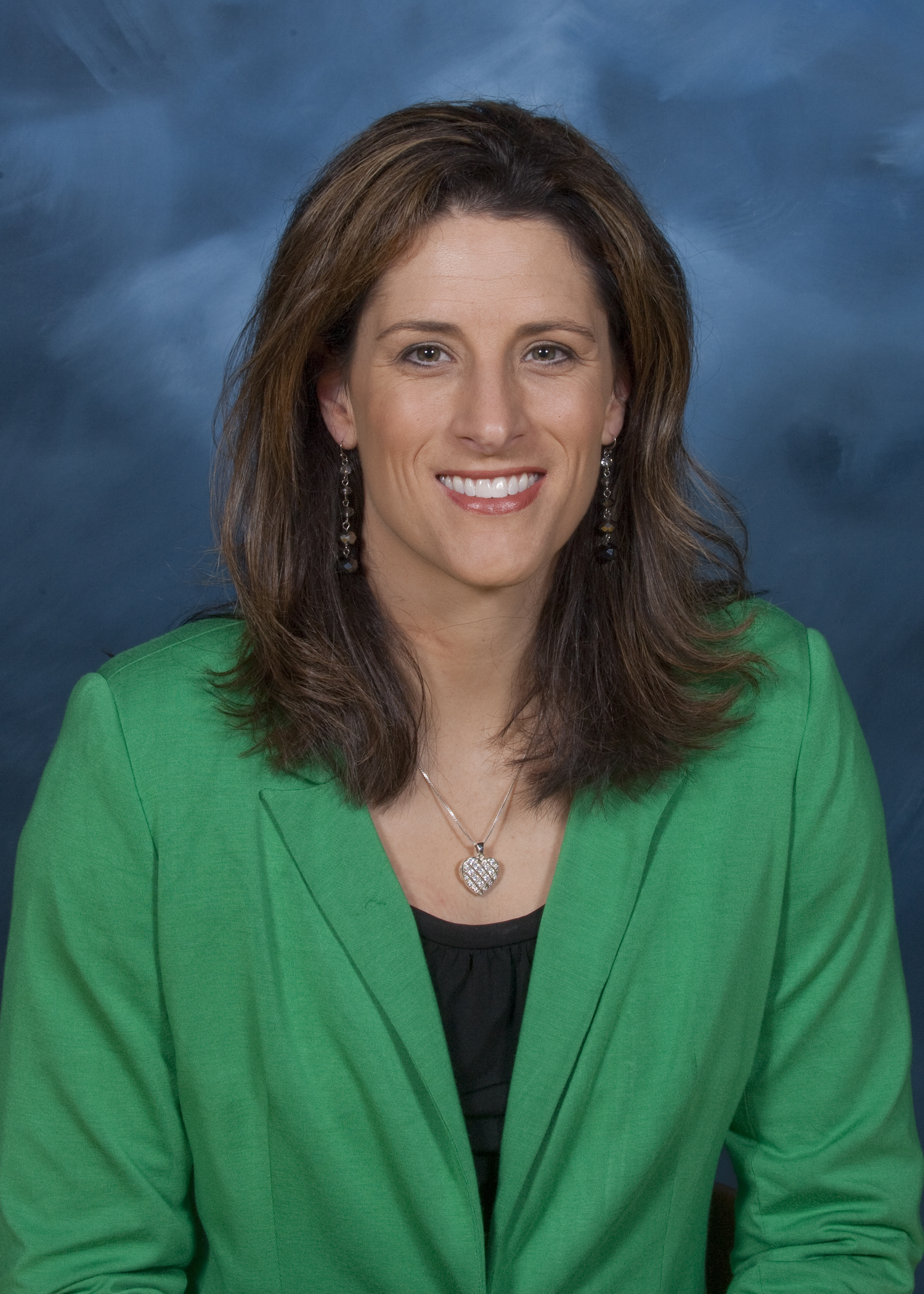
Стефани Маккарти, 21-й номер драфта

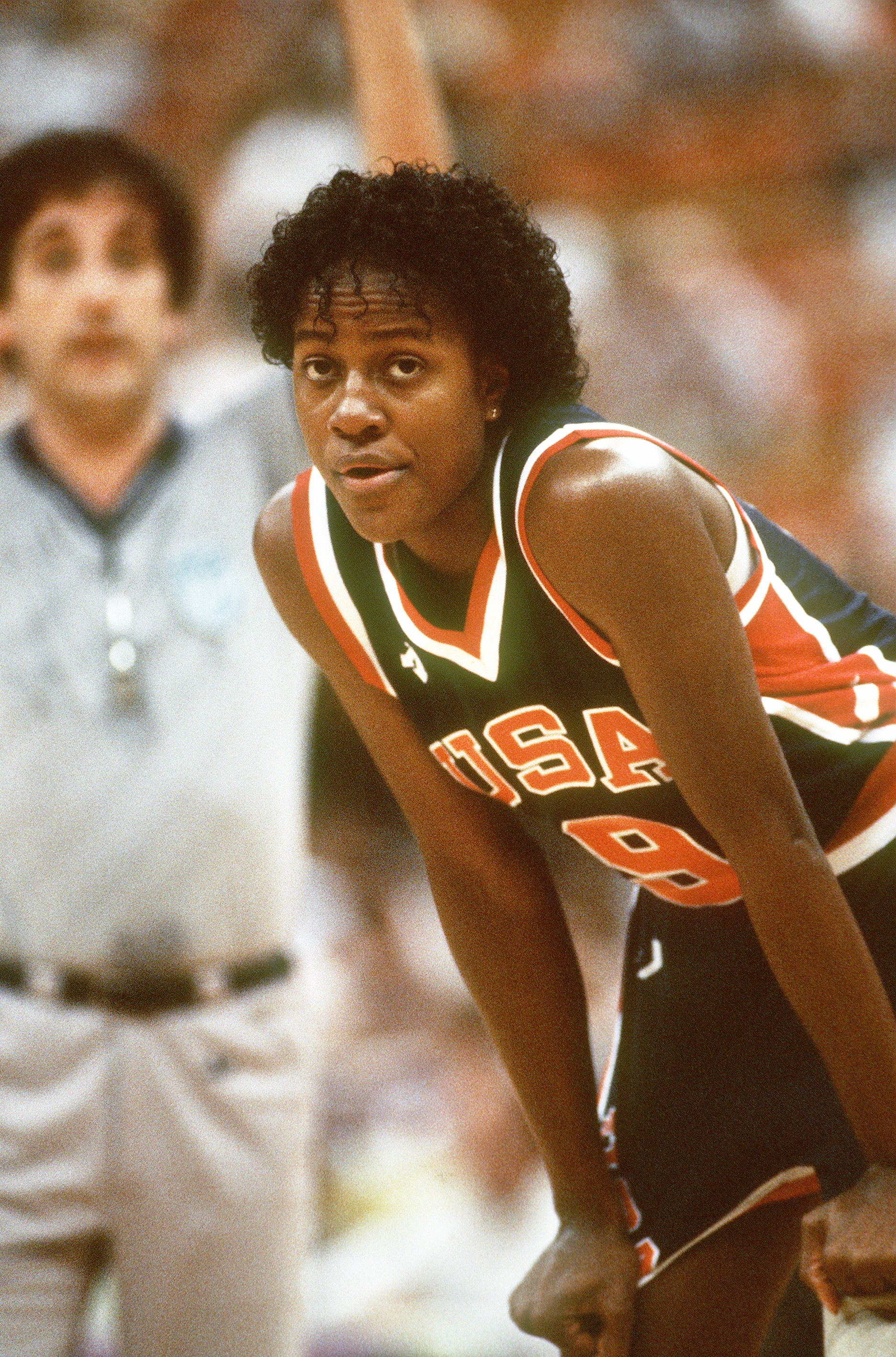
Кларисса Дэвис, 22-й номер драфта

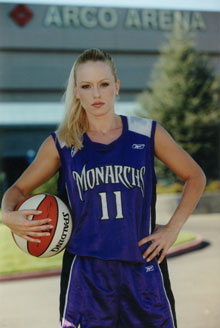
Андреа Надь, 25-й номер драфта

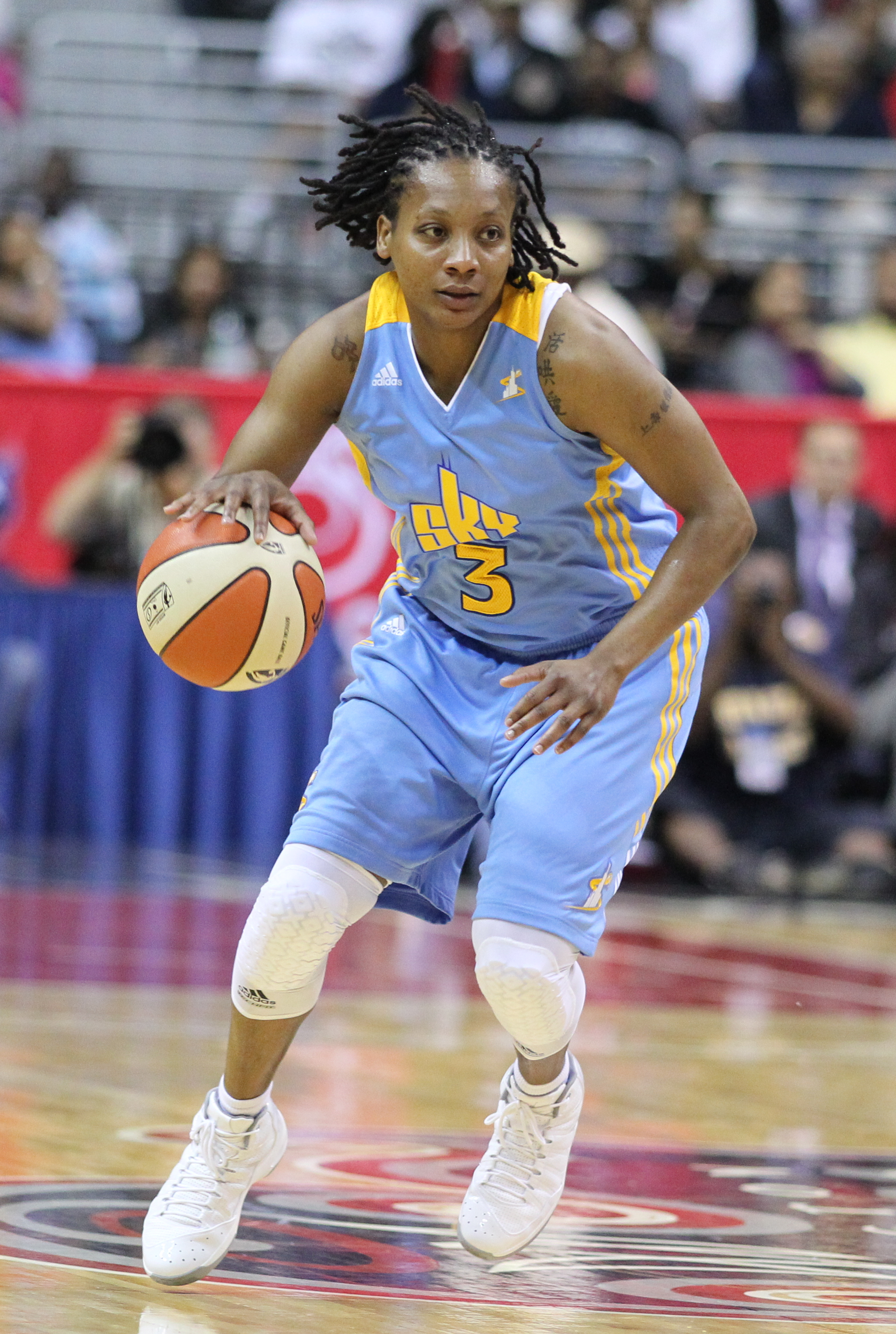
Доминик Кэнти, 29-й номер драфта

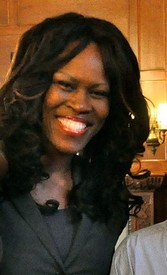
Тадж Макуильямс, 32-й номер драфта

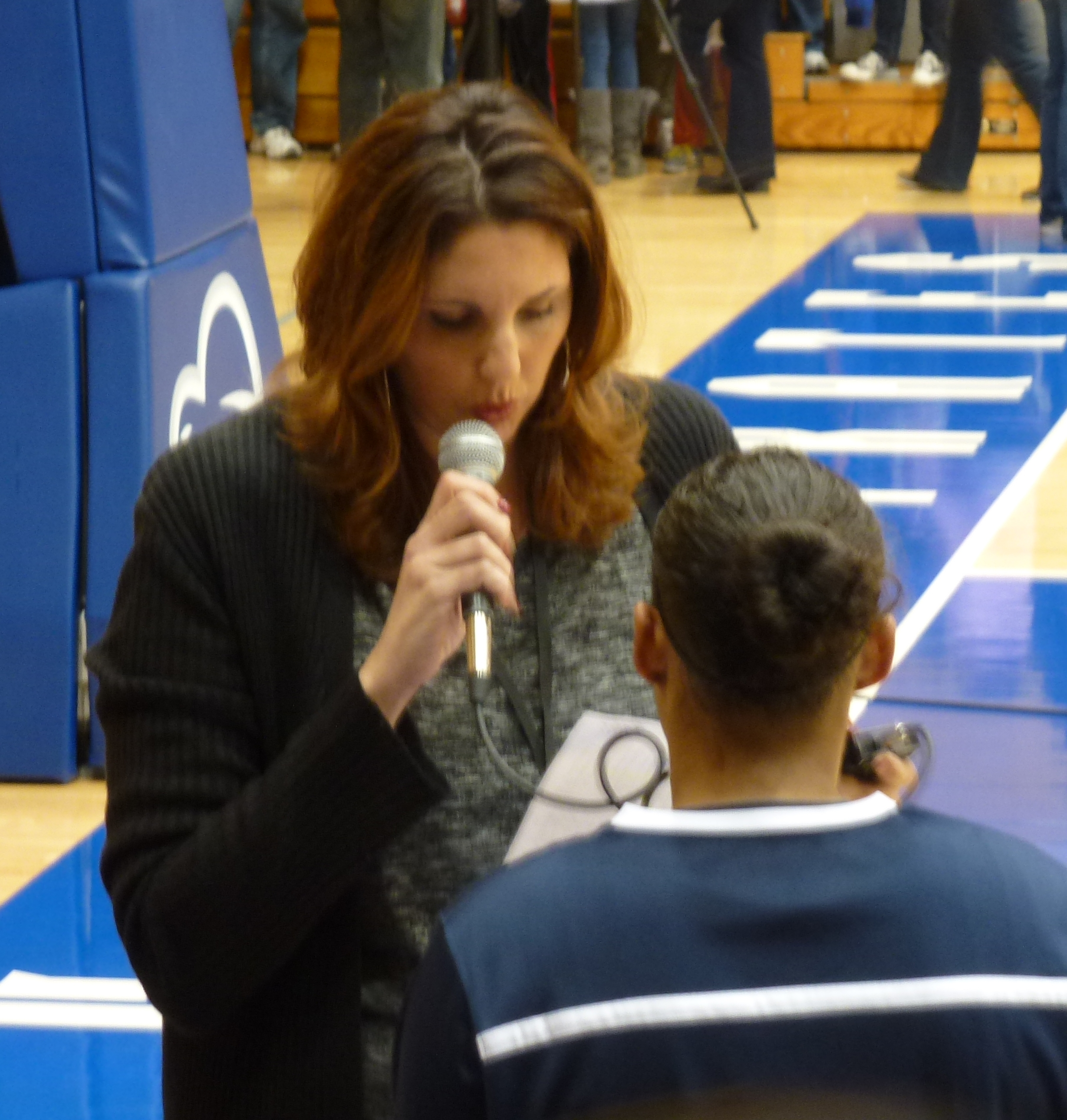
Кара Уолтерс, 36-й номер драфта

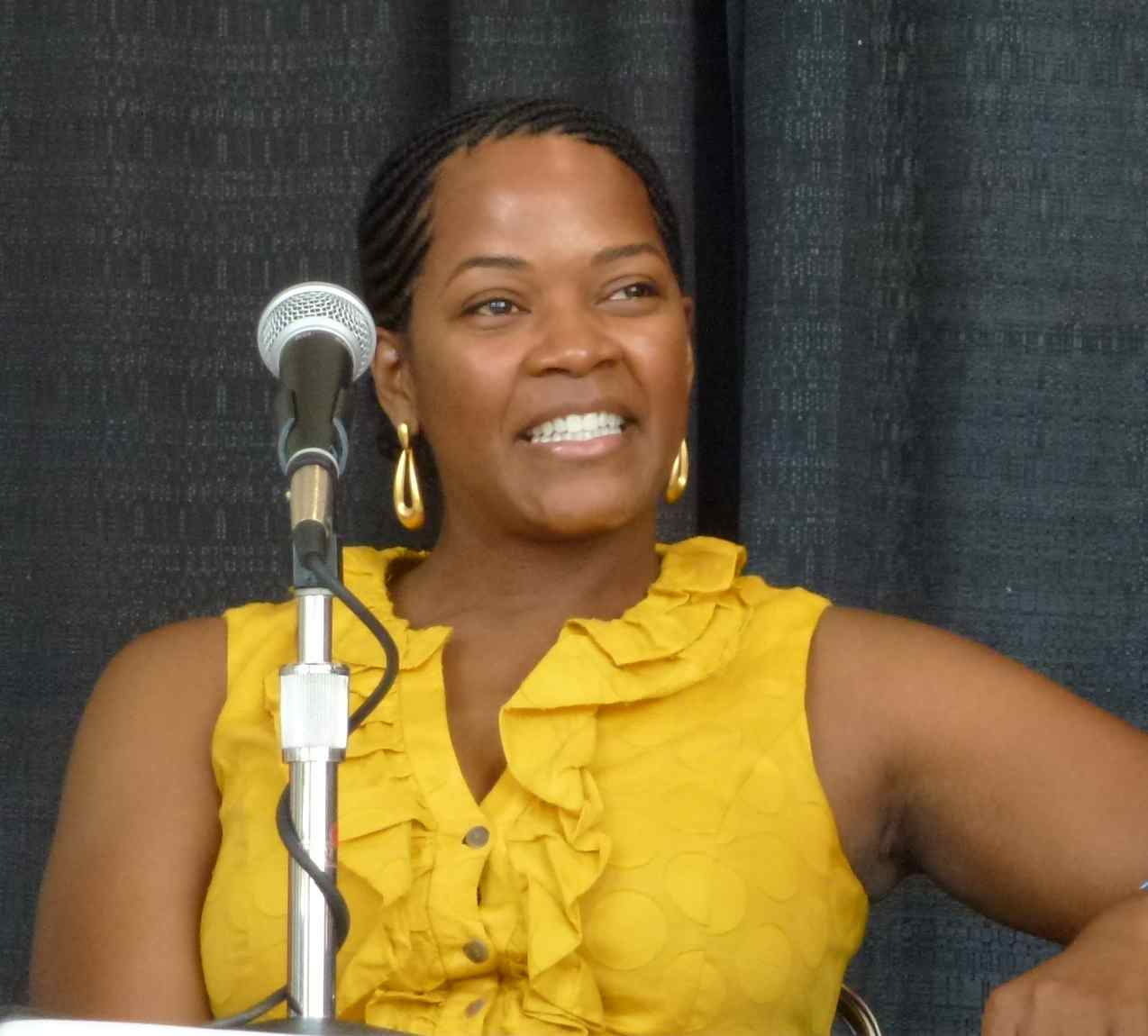
Кэролин Джонс-Янг, 42-й номер драфта

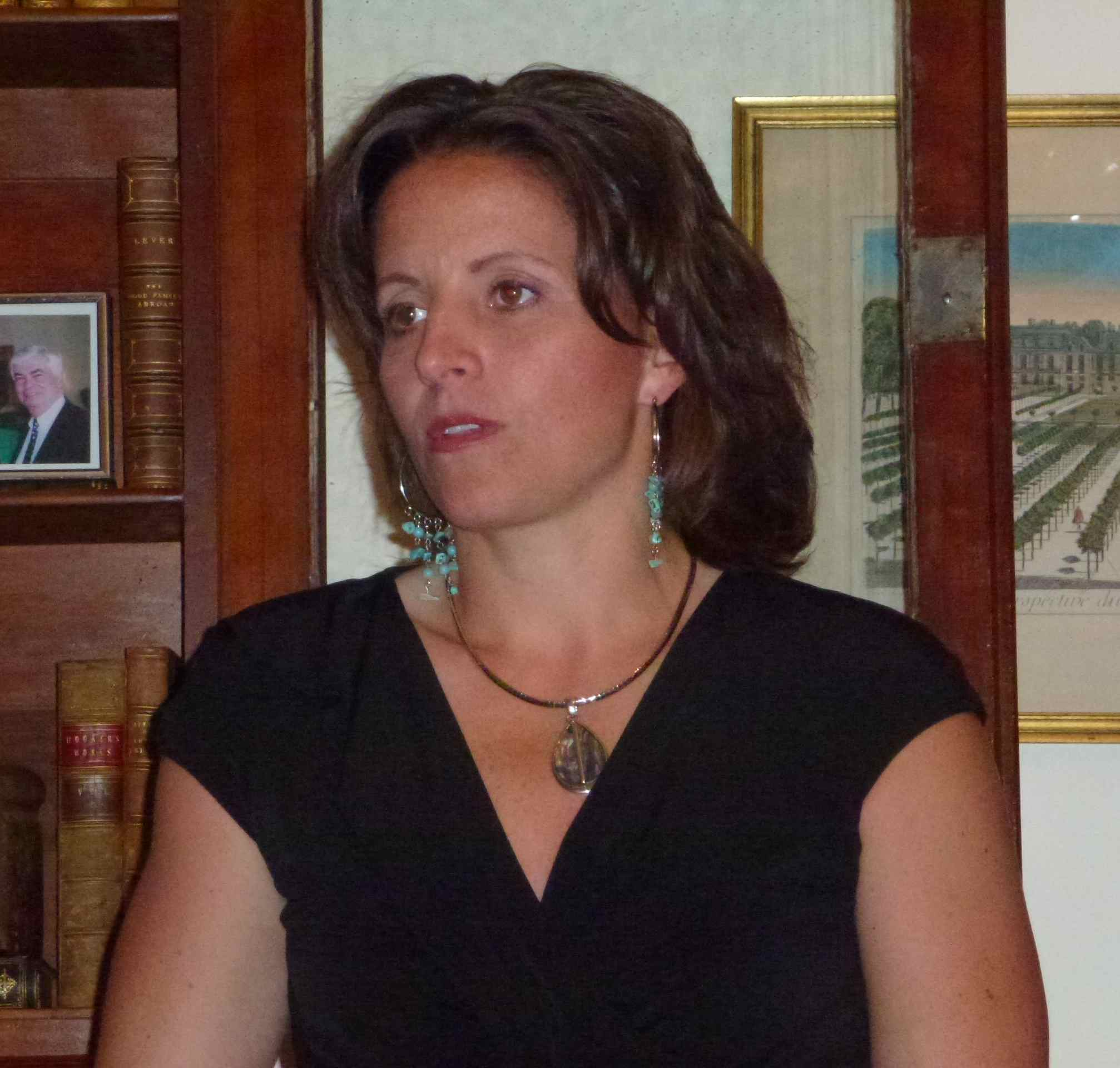
Дженнифер Риззотти, 48-й номер драфта

| Выбор | Игрок               | Позиция             | Гражданство | Команда драфта      | Университет/ Бывшая команда                                                  |
| ----- | ------------------- | ------------------- | ----------- | ------------------- | ---------------------------------------------------------------------------- |
| 1     | Чамик Холдскло      | Защитник / Форвард  | США         | Вашингтон Мистикс   | Университет Теннесси                                                         |
| 2     | Иоланда Гриффит     | Форвард / Центровая | США         | Сакраменто Монархс  | Флоридский Атлантический университет / Чикаго Кондорс (АБЛ)                  |
| 3     | Натали Уильямс      | Центровая           | США         | Юта Старз           | Калифорнийский университет в Лос-Анджелесе / Портленд Пауэр (АБЛ)            |
| 4     | Делиша Милтон-Джонс | Форвард             | США         | Лос-Анджелес Спаркс | Флоридский университет / Портленд Пауэр (АБЛ)                                |
| 5     | Дженнифер Эйзи      | Защитник            | США         | Детройт Шок         | Стэнфордский университет / Сан-Хосе Лейзерс (АБЛ)                            |
| 6     | Кристал Робинсон    | Форвард             | США         | Нью-Йорк Либерти    | Государственный университет Юго-Восточной Оклахомы / Колорадо Экспложн (АБЛ) |
| 7     | Тоня Эдвардс        | Защитник            | США         | Миннесота Линкс     | Университет Теннесси / Коламбус Квест (АБЛ)                                  |
| 8     | Тари Филлипс        | Форвард / Центровая | США         | Орландо Миракл      | Университет Центральной Флориды / Колорадо Экспложн (АБЛ)                    |
| 9     | Дон Стэйли          | Защитник            | США         | Шарлотт Стинг       | Виргинский университет / Филадельфия Рейдж (АБЛ)                             |
| 10    | Эдна Кэмпбелл       | Защитник            | США         | Финикс Меркури      | Техасский университет в Остине / Колорадо Экспложн (АБЛ)                     |
| 11    | Часити Мелвин       | Форвард / Центровая | США         | Кливленд Рокерс     | Университет штата Северная Каролина / Филадельфия Рейдж (АБЛ)                |
| 12    | Наталья Засульская  | Форвард             | Россия      | Хьюстон Кометс      | Динамо (Москва)                                                              |

### Второй раунд
| Выбор | Игрок              | Позиция            | Гражданство        | Команда драфта      | Университет/ Бывшая команда                             |
| ----- | ------------------ | ------------------ | ------------------ | ------------------- | ------------------------------------------------------- |
| 13    | Шалонда Энис       | Форвард            | США                | Вашингтон Мистикс   | Алабамский университет / Сиэтл Рейн (АБЛ)               |
| 14    | Кедра Холланд-Корн | Защитник           | США                | Сакраменто Монархс  | Университет Джорджии / Сан-Хосе Лейзерс (АБЛ)           |
| 15    | Дебби Блэк         | Защитник           | США                | Юта Старз           | Университет Сент-Джозефс / Колорадо Экспложн (АБЛ)      |
| 16    | Кларисс Мачангуана | Центровая          | Мозамбик           | Лос-Анджелес Спаркс | Университет Старого Доминиона / Сан-Хосе Лейзерс (АБЛ)  |
| 17    | Вэл Уайтинг        | Центровая          | США                | Детройт Шок         | Стэнфордский университет / Сиэтл Рейн (АБЛ)             |
| 18    | Мишель ван Горп    | Центровая          | США                | Нью-Йорк Либерти    | Университет Дьюка                                       |
| 19    | Триша Фэллон       | Защитник / Форвард | Австралия          | Миннесота Линкс     | Сидней Уни Флэймз (ЖНБЛ)                                |
| 20    | Шери Сэм           | Форвард / Защитник | США                | Орландо Миракл      | Университет Вандербильта / Сан-Хосе Лейзерс (АБЛ)       |
| 21    | Стефани Уайт       | Защитник / Форвард | США                | Шарлотт Стинг       | Университет Пердью                                      |
| 22    | Кларисса Дэвис     | Форвард            | США                | Финикс Меркури      | Техасский университет в Остине / Сан-Хосе Лейзерс (АБЛ) |
| 23    | Мери Андраде       | Форвард            | Португалия / · США | Кливленд Рокерс     | Университет Старого Доминиона                           |
| 24    | Соня Хеннинг       | Защитник           | США                | Хьюстон Кометс      | Стэнфордский университет / Портленд Пауэр (АБЛ)         |

### Третий раунд
| Выбор | Игрок              | Позиция             | Гражданство | Команда драфта      | Университет/ Бывшая команда                                         |
| ----- | ------------------ | ------------------- | ----------- | ------------------- | ------------------------------------------------------------------- |
| 25    | Андреа Надь        | Защитник            | Венгрия     | Вашингтон Мистикс   | Флоридский международный университет / Филадельфия Рейдж (АБЛ)      |
| 26    | Кейт Старбёрд      | Защитник            | США         | Сакраменто Монархс  | Стэнфордский университет / Сиэтл Рейн (АБЛ)                         |
| 27    | Эдриэнн Гудсон     | Форвард             | США         | Юта Старз           | Университет Старого Доминиона / Чикаго Кондорс (АБЛ)                |
| 28    | Юкари Фиггз        | Защитник            | США         | Лос-Анджелес Спаркс | Университет Пердью                                                  |
| 29    | Доминик Кэнти      | Защитник / Форвард  | США         | Детройт Шок         | Алабамский университет                                              |
| 30    | Тамика Уитмор      | Форвард / Центровая | США         | Нью-Йорк Либерти    | Университет Мемфиса                                                 |
| 31    | Андреа Ллойд-Карри | Форвард             | США         | Миннесота Линкс     | Техасский университет в Остине / Коламбус Квест (АБЛ)               |
| 32    | Тадж Макуильямс    | Форвард / Центровая | США         | Орландо Миракл      | Университет Сент-Эдвардс / Филадельфия Рейдж (АБЛ)                  |
| 33    | Шарлотта Смит      | Форвард             | США         | Шарлотт Стинг       | Университет Северной Каролины в Чапел-Хилл / Сан-Хосе Лейзерс (АБЛ) |
| 34    | Лиза Харрисон      | Форвард             | США         | Финикс Меркури      | Университет Теннесси / Коламбус Квест (АБЛ)                         |
| 35    | Трейси Хендерсон   | Центровая           | США         | Кливленд Рокерс     | Университет Джорджии / Нэшвилл Нойз (АБЛ)                           |
| 36    | Кара Уолтерс       | Центровая           | США         | Хьюстон Кометс      | Университет Коннектикута / Нью-Ингленд Близзард (АБЛ)               |

### Четвёртый раунд
| Выбор | Игрок              | Позиция             | Гражданство | Команда драфта      | Университет/ Бывшая команда                           |
| ----- | ------------------ | ------------------- | ----------- | ------------------- | ----------------------------------------------------- |
| 37    | Дженни Уиттл       | Центровая           | Австралия   | Вашингтон Мистикс   | Спортклуб Оснабрюк                                    |
| 38    | Эми Херриг         | Центровая           | США         | Сакраменто Монархс  | Айовский университет                                  |
| 39    | Дальма Иваньи      | Защитник            | Венгрия     | Юта Старз           | Флоридский международный университет                  |
| 40    | Ла’Киша Фретт      | Форвард             | США         | Лос-Анджелес Спаркс | Университет Джорджии / Филадельфия Рейдж (АБЛ)        |
| 41    | Асту Н’Диай        | Форвард / Центровая | Сенегал     | Детройт Шок         | Южный Назарейский университет / Сиэтл Рейн (АБЛ)      |
| 42    | Кэролин Джонс-Янг  | Защитник            | США         | Нью-Йорк Либерти    | Обернский университет / Нью-Ингленд Близзард (АБЛ)    |
| 43    | Соня Тейт          | Защитник            | США         | Миннесота Линкс     | Университет штата Арканзас / Коламбус Квест (АБЛ)     |
| 44    | Карла Макги        | Форвард             | США         | Орландо Миракл      | Университет Теннесси / Коламбус Квест (АБЛ)           |
| 45    | Энджи Бразил       | Форвард             | США         | Шарлотт Стинг       | Технологический университет Техаса                    |
| 46    | Аманда Уилсон      | Форвард             | США         | Финикс Меркури      | Технологический университет Луизианы                  |
| 47    | Келли Джолли       | Защитник            | США         | Кливленд Рокерс     | Университет Теннесси                                  |
| 48    | Дженнифер Риззотти | Защитник            | США         | Хьюстон Кометс      | Университет Коннектикута / Нью-Ингленд Близзард (АБЛ) |
| 49    | Энджи Поттхофф     | Форвард             | США         | Миннесота Линкс     | Университет штата Пенсильвания / Коламбус Квест (АБЛ) |
| 50    | Элейн Пауэлл       | Защитник            | США         | Орландо Миракл      | Университет штата Луизиана / Портленд Пауэр (АБЛ)     |

## Комментарии
1. ↑  Тадж Макуильямс является баскетболисткой с самым низким драфтом ВНБА, которая участвовала в Матче всех звёзд и включалась в сборную всех звёзд.